# Nério I Acciaiuoli
Nério I Acciaiuoli (em italiano:  Neri), também chamado de Rainério (m. 25 de setembro de 1394) foi um aristocrata italiano de Florença que ganhou proeminência na Grécia franca nas últimas décadas do século XIV, finalmente chegando à posição de duque de Atenas.

## Vida
Nério era filho de Tiago Acciaiuoli e Bartolomeia Ricasoli, irmão mais novo de Donato e irmão mais velho de João. Quando seu parente Nicolau Acciaiuoli, grande senescal de Nápoles, que havia nomeado Donato seu vigário na Grécia, onde era proprietário de terras e castelos na Acaia e em Corinto, morreu, em 1371, seu filho e sucessor, Ângelo Acciaiuoli, substituiu Donato por Nério, que, já na função, participou no concílio cruzado em Tebas em 1373, mas sem resultados efetivos. No ano seguinte, quando o vigário geral catalão de Atenas, Mateus de Peralta, morreu, Nério avançou sobre Mégara e a tomou, a primeira de muitas de suas ações de conquista.
Em 1378, Nério foi alistado com a Companhia Navarra pelo grão-mestre dos Cavaleiros Hospitalários João Fernandes de Herédia para sua guerra contra Arta no Despotado do Epiro. Nério, por sua vez, alistou os navarros de João de Urtubia, que deixaram a companhia com cerca de cem soldados e cruzaram o golfo de Corinto. No ano seguinte, Urtubia capturou Tebas. Em 7 de julho de 1385, Nério adotou o título de "dominus Choranti et Ducaminis" ("senhor de Corinto e do Ducado de Atenas"). No inverno do mesmo ano, repeliu uma invasão otomana. Em 1386, anexou a cidade baixa de Atenas e, em 2 de maio de 1388, conquistou a Acrópole, embora a peste o tenha obrigado a fugir com a família para Tebas logo em seguida.
Em 29 de dezembro de 1391, Nério assinou um tratado com o príncipe Amadeu da Acaia, contra os navarros. Nério foi feito duque de Atenas por Ladislau de Nápoles em 11 de janeiro de 1394 e manteve o título por nove meses antes de morrer.